# Michelle Parkerson
Michelle Parkerson lendo em um tributo a Essex Hemphill, Mt. Pleasant Library, Washington D.C., 2014
Michelle Parkerson é uma cineasta e acadêmica estadunidense. Ela é professora assistente de Cinema e Multimídia na Temple University e tem sido uma cineasta independente desde os anos 80, com foco nos assustos feminismo, LGBT, e ativismo político.
Michelle nasceu e cresceu em Washington, DC.

## Carreira
Ela foi estudante na American Film Institute (AFI) Workshop for Women Directors, turma de 1989-91. Suas colegas de classe incluiam Rita Mae Brown and Lyn Goldfarb.
Parkerson atualmente tem sua própria empresa, com sede em Washington, Eye of the Storm Productions.
Parkerson foi patrocinada pela Independent Television Service, a Corporation for Public Broadcasting, e a AFI além de uma parceria com a Rockefeller Foundation. Ela foi premiada com o Prix du Public no Festival International de Créteil Films de Femmes e o Audience and Best Biography Awards no San Francisco International Film Festival. Seus filmes são distribuídos pelo Women Make Movies e Third World Newsreel.
Ela é professora assistente de Cinema e Multimídia na Temple University.
Ela publicou um livro de poeasias, Waiting Rooms, em 1983.

## Filmes
Gibson descreve Parkerson como "uma visionaria que se arrisca", e os seus filmes como sendo relacionados à identidade: "destacando as identidades de mulheres negras como performers e ativistas sociais... contribuindo fortemente com o desenvolvimento de um estilo de documentário negro que busca uma abordagem holística para a vida afro-americana".
Seus documentários mostram grandes figuras afro-americanas: a cantora de jazz Betty Carter, os grupos musicais Sweet Honey in the Rock, a ativista Stormé DeLarverie do Stonewall riots e a escritora Audre Lorde, com um foco particular na sexualidade e ativismo LGBTQ nos dois últimos. Seu curta de ficção Odds and Ends é uma ficção científica lésbica e afrofuturista.

Sua "carta de amor nunca enviada" para Lorde no The Feminist Wire reflete a motivação ativista de seus filmes:
O zen de Audre Lorde está em voga. Mas o impacto tangível de seu ativismo continuará visível internacionalmente e por gerações que estão por vir enquanto grupos de pessoas de cor continuarem em estado de sítio, enquanto uma mulher permanece sem voz e abusada, enquanto o amor lésbico que ousar "falar seu nome" é ameaçado com apagamento.

## Filmografia
- Sojourn (1973, with Jimi Lyons)
- ..But Then She’s Betty Carter (1980)
- I Remember Betty (1987)
- Urban Odyssey (1991)
- Storme: Lady of the Jewel Box (1991)
- Odds and Ends (1993)
- Gotta Make This Journey: Sweet Honey in the Rock (1983) (producer)
- A Litany for Survival: The Life and Work of Audre Lorde (1995, with Ada Gay Griffin)